# マコームズ・スクール・オブ・ビジネス

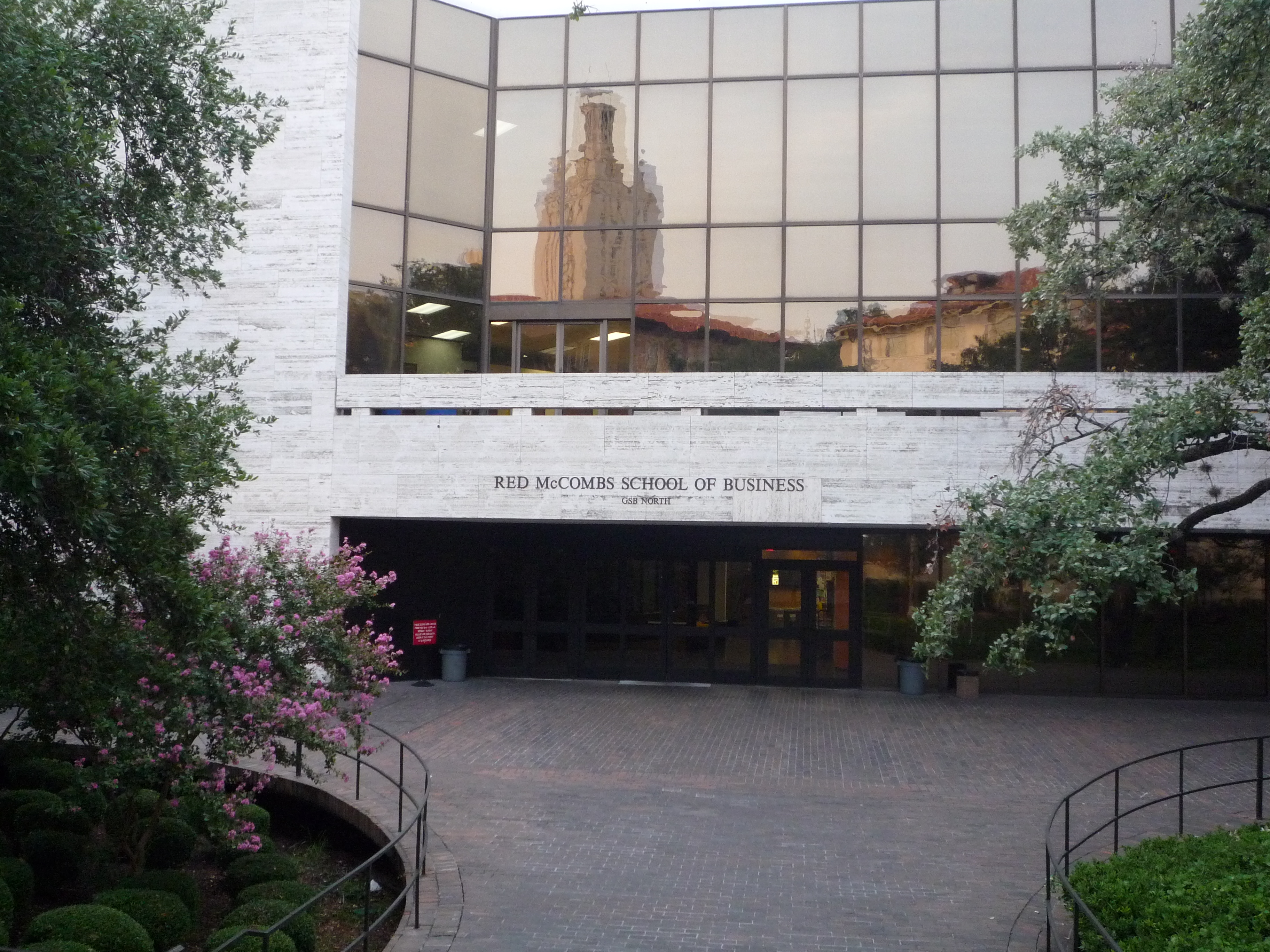
マコームズビジネススクール

レッド・マコームズ・スクール・オブ・ビジネス (Red McCombs School of Business) は、アメリカ合衆国テキサス州オースティンにキャンパスを有するテキサス大学オースティン校のビジネススクール。米国のビジネススクールにおいてTop20に位置付けられ、会計学、アントレプレナーシップ、情報技術の分野で有名。特に会計学では圧倒的な評価を得ており、US Newsの分野別ランキングで毎年全米１位を維持している(12年連続１位)。
2018年度のUS Newsでのランキングは17位。
学士課程(BBA)、経営学修士課程(MBA)、会計学修士課程(MPA)、博士課程(Ph.D)、エグゼクティブMBA、パートタイムMBAと幅広いコースを提供し、常時6,000人程度の学生を有する。アルムナイの数は世界中で88,000人。

## 沿革
テキサス大学オースティン校が1883年に設立され、その後ビジネススクールが1922年に設立された。1948年には会計学修士課程(MPA)が開設され、1955年にはエグゼクティブプログラムが開設された。2000年に地元テキサス州出身の実業家、レッド・マコームズから5千万ドルの寄付を受け、学士課程と大学院を統合して現在の校名に改称。
1984年にこの学校で始められたMoot Corp（現在はVenture Labs Investment Competitionに改名）は現在も存続するインター・ビジネススクールのビジネスプランコンテストとしては世界で最も長い歴史を持つものであり、マコームズ・スクールの強みの一つであるアントレプレナーシップ教育の礎として今日に至っている。

## アカデミックプロフィール
McCombsは6,055人の学生を有する。内訳としては学部生4,380人、大学院生1,675人、博士課程97人。　全ての学部生はオースティンのメインキャンパスで授業が行われているが、大学院からはダラス、ヒューストンなどでも授業が行われている。
また、非常にフレンドリーな校風であり、その要因は、クラスサイズは一学年約250名程度という小規模スクールであることと、何よりその35%がアメリカ人の中でもフレンドリーなテキサン、そして30%の留学生の中でも多数を占める中南米人たちの陽気な気質のためである。
McCombsの協調的な校風はテキサス州の歴史的な背景からも影響を受けている。テキサス州の特徴として、Lone Star（州旗）からも分かるように、独立色が非常に強いという点があげられる。また過去の歴史の中でテキサス州が一致団結してメキシコとの戦いにおい て独立を守ったことの背景などから、団結力・協調性の高い州であり、McCombsもその気質を受け継いでいると言われている。

## ランキング

### 学士課程
- 経営学部（US News 総合）：第6位(2010年)[4]
- 経営学部（Businessweek 総合）：第10位(2009年)[5]

### 専門大学院
- 経営学大学院（総合）：第16位(2010年)[1]
- 経営学大学院（会計）：第1位(2010年)[6]
- 経営学大学院（アントレプレナーシップ）：第9位(2010年)[7]
- 経営学大学院（情報技術）：第3位(2010年)[8]
- 経営学大学院（マーケティング）：第10位(2009年)[9]